# Keensburg
Keensburg es una villa ubicada en el condado de Wabash en el estado estadounidense de Illinois. En el Censo de 2010 tenía una población de 210 habitantes y una densidad poblacional de 316,72 personas por km².

## Geografía
Keensburg se encuentra ubicada en las coordenadas 38°21′6″N 87°52′6″O / 38.35167, -87.86833. Según la Oficina del Censo de los Estados Unidos, Keensburg tiene una superficie total de 0.66 km², de la cual 0.66 km² corresponden a tierra firme y (0%) 0 km² es agua.

## Demografía
Según el censo de 2010, había 210 personas residiendo en Keensburg. La densidad de población era de 316,72 hab./km². De los 210 habitantes, Keensburg estaba compuesto por el 95.71% blancos, el 0% eran afroamericanos, el 2.38% eran amerindios, el 0% eran asiáticos, el 0% eran isleños del Pacífico, el 0% eran de otras razas y el 1.9% pertenecían a dos o más razas. Del total de la población el 0.48% eran hispanos o latinos de cualquier raza.